# Elecciones estatales de Baja Sajonia de 1982
Las elección estatal de Baja Sajonia de 1982 tuvo lugar el 21 de marzo de 1982. La CDU pudo ampliar su mayoría absoluta y Ernst Albrecht (CDU) se mantuvo en el cargo de primer ministro.

## Antecedentes
Ernst Albrecht había sido elegido primer ministro en 1976. En la elección estatal en Baja Sajonia en 1978, la CDU había alcanzado la mayoría absoluta de escaños.
La campaña electoral de 1982 estuvo marcada por la agonía de la coalición social-liberal gobernante a nivel federal y por la crisis económica. En ese contexto, el SPD bajo sajón dio un giro a la izquierda, del que el FDP y el gobierno federal no quisieron participar. Por lo tanto, la elección estatal se consideró  una prueba preliminar sobre la siguiente elección federal. La última elección estatal, las elecciones en Berlín en 1981, habían sido claramente ganadas por la CDU.
La CDU postuló nuevamente a Albrecht, el SPD a Karl Ravens.

## Resultados
Los resultados fueron:
| Partido | Partido                  | Votos   | %     | Mand. directos | Escaños |
| ------- | ------------------------ | ------- | ----- | -------------- | ------- |
|         | CDU                      | 2118137 | 50,69 | 87             | 87      |
|         | SPD                      | 1526346 | 36,53 | 13             | 63      |
|         | GRÜNE                    | 273338  | 6,54  |                | 11      |
|         | FDP                      | 246959  | 5,91  |                | 10      |
|         | DKP                      | 11552   | 0,28  |                |         |
|         | FRAUEN                   | 586     | 0,01  |                |         |
|         | FU                       | 444     | 0,01  |                |         |
|         | EAP                      | 427     | 0,00  |                |         |
|         | DFU                      | 425     | 0,01  |                |         |
|         | Bürgerpartei/Umweltunion | 97      | 0,00  |                |         |
|         | BWK                      | 80      | 0,00  |                |         |
|         | Independientes           | 119     | 0,00  |                |         |
| Total   | Total                    | 4178510 |       | 100            | 171     |